# Весна в Парижі
«Весна в Парижі» — фільм 2006 року.

## Зміст
Жорж відсидів п'ять років у в'язниці і сповнений рішучості почати нове життя. Та зустріч зі своїм старим подільником П'єро знову повертає його на криву доріжку. Нова справа, пов'язана з коштовностями багатої леді, виглядає дрібничкою. Однак на практиці все відбувається інакше і зовсім не за їхнім планом.